# Campeonato de Tercera División de Costa Rica 1982
El Campeonato de Fútbol de Tercera División 1982, fue la edición número 59 de (Segunda División B de Ascenso) en disputarse, organizada por la FEDEFUTBOL, siendo el campeón de la temporada 1981-82 la A.D. El Carmen de Cartago.
Este campeonato constó 108 equipos a nivel regional debidamente inscritos en el Comité Nacional de Fútbol Aficionado por (CONAFA). Renombrado en 1982 como Asociación Costarricense de Fútbol Aficionado (ANAFA). Y como dato curioso en la provincia de Heredia se jugó una triangular para escoger los dos clubes que jugarían la ronda final nacional, y que fueron la A.D. San Lorenzo y la A.D. San Joaquín de Flores.
El seleccionado del Hospital Tomás Casas de Puerto Cortés es campeón por la región 16, y luego sube a la Segunda División B de ANAFA con el nombre de A.D. Municipal Osa.

## La clasificación por la Segunda División de Ascenso se dividió en 16 Regiones en todo el país
| 2.ª. División de Ascenso por (Región 1) | 2.ª. División de Ascenso por (Región 1) |
| --------------------------------------- | --------------------------------------- |
| 1                                       | Gladstone de Limón                      |
| 2                                       | C.A. Manolo Amador de Matina            |
| 3                                       | Finca Dos                               |
| 4                                       | La Perla                                |

| 2.ª. División de Ascenso por (Región 2) | 2.ª. División de Ascenso por (Región 2) |
| --------------------------------------- | --------------------------------------- |
| 1                                       | Deportivo Millonarios de Guápiles       |
| 2                                       | Cruz Azul de Guácimo                    |
| 3                                       | Alianza de Río Frío (Pococí)            |
| 4                                       | El Carmen                               |
| 5                                       | Frutas Tropicales                       |
| 6                                       | Frutera Atlántica                       |
| 7                                       | Independiente de Guápiles               |
| 8                                       | San Peter F.C                           |
| 9                                       | Alianza de Río Frío (Pococí)            |
| 10                                      | Caribe de Jiménez                       |
| 11                                      | San Pedro de Cariari                    |
| 12                                      | Deportivo La Emilia                     |
| 13                                      | Deportivo Santa Rita                    |
| 14                                      | Estrella Roja de Guajira                |
| 15                                      | Murillo de Finca Perdiz                 |
| 16                                      | Numancia de Finca Perdiz                |
| 17                                      | A.D Guácimo                             |
| 18                                      | A.D. Guácimo                            |
| 19                                      | Alianza de La Colonia                   |
| 20                                      | Bana Tica (Ticabán)                     |

| 2.ª. División de Ascenso por (Región 3) | 2.ª. División de Ascenso por (Región 3) |
| --------------------------------------- | --------------------------------------- |
| 1                                       | A.D. Cosmos de Siquirres                |
| 2                                       | Selección de Turrialba                  |
| 3                                       | Selección Río de Jiménez                |

| 2.ª. División de Ascenso por (Región 4) | 2.ª. División de Ascenso por (Región 4)    |
| --------------------------------------- | ------------------------------------------ |
| 1                                       | A.D. Industrias Unidas del Guarco          |
| 2                                       | A.D. El Guarco                             |
| 3                                       | A.D. Municipal Paraíso                     |
| 4                                       | Selección de San Nicolás de Tareas Cartago |
| 5                                       | Selección de La Unión de Tres Ríos         |
| 6                                       | A.D. Once Tigres                           |

| 2.ª. División de Ascenso por (Región 5) | 2.ª. División de Ascenso por (Región 5)         |
| --------------------------------------- | ----------------------------------------------- |
| 1                                       | A.D. El Cruce de Llorente                       |
| 2                                       | A.D. Valencia de Curridabat                     |
| 3                                       | U.D. Linda Vista de Cinco Esquinas              |
| 4                                       | C.S. Guadalupe                                  |
| 5                                       | A.D. Cruceiro de Montes de Oca                  |
| 6                                       | A.D. Centro de Amigos de San Rafael de Coronado |
| 7                                       | Club Atlético de San Rafael de Coronado         |

| 2.ª. División de Ascenso por (Región 6) | 2.ª. División de Ascenso por (Región 6) |
| --------------------------------------- | --------------------------------------- |
| 1                                       | A.D. Ferretería Núñez                   |
| 2                                       | Selección de Tabarcia de Dota           |
| 3                                       | Selección de Terrazú                    |
| 4                                       | Selección de Buenos Aires               |

| 2.ª. División de Ascenso por (Región 7) | 2.ª. División de Ascenso por (Región 7) |
| --------------------------------------- | --------------------------------------- |
| 1                                       | C. Atlético Metropolitano               |
| 2                                       | Deportivo Lomas de Ocloro               |
| 3                                       | U.D. de San Sebastián                   |
| 4                                       | Deportivo Imprenta Rosaba               |
| 5                                       | Veteranos de Aserrí                     |
| 6                                       | A.D. La Guaria                          |
| 7                                       | Centro de Amigos en Desamparados        |
| 8                                       | A.D. San Gerardo de Zapote              |
| 9                                       | Deportivo Cristo Rey                    |
| 10                                      | A.D. Mata Redonda                       |
| 11                                      | Real Español de Fatima de Desamparados  |
| 12                                      | Club Atlético Indio de Paso Ancho       |

| 2.ª. División de Ascenso por (Región 8) | 2.ª. División de Ascenso por (Región 8) |
| --------------------------------------- | --------------------------------------- |
| 1                                       | Industrias Vindas de San José           |
| 2                                       | Deportivo Franklin Monestel de Escazú   |

| 2.ª. División de Ascenso por (Región 9) | 2.ª. División de Ascenso por (Región 9) |
| --------------------------------------- | --------------------------------------- |
| 1                                       | A.D. San Lorenzo F.C                    |
| 2                                       | C.D. Jorge Muñóz Corea                  |
| 3                                       | A.D. Floreña                            |
| 4                                       | Selección de Santa Bárbara              |
| 5                                       | C. Deportivo Juventus de Heredia        |
| 6                                       | A.D. Barrealeña                         |
| 7                                       | A.D. Quesada de San Isidro              |

| 2.ª. División de Ascenso por (Región 10) | 2.ª. División de Ascenso por (Región 10) |
| ---------------------------------------- | ---------------------------------------- |
| 1                                        | A.D Orotinense                           |
| 2                                        | Zaragoza de Buenos Aires de Palmares     |
| 3                                        | Selección de Atenas                      |
| 4                                        | El Muro de Naranjo                       |
| 5                                        | Deportivo Las Flores de La Guácima       |
| 6                                        | Selección de San Ramón                   |
| 7                                        | Selección de Llano Bonito                |
| 8                                        | Mazarus de Grecia                        |
| 9                                        | Selección de Poás                        |
| 10                                       | Selección de Ojo de Agua                 |
| 11                                       | Piedades Sur                             |
| 12                                       | El Roble                                 |
| 13                                       | Ciruelas de Alajuela                     |
| 14                                       | Plaza Iglesias                           |
| 15                                       | El Coco de Alajuela                      |
| 16                                       | Los Felinos de San Isidro                |

| 2.ª. División de Ascenso por (Región 11) | 2.ª. División de Ascenso por (Región 11)           |
| ---------------------------------------- | -------------------------------------------------- |
| 1                                        | A.D. Villa Quesada                                 |
| 2                                        | Juventud Olímpica de Villa Florencia de San Carlos |
| 3                                        | Juventus de Pital                                  |

| 2.ª. División de Ascenso por (Región 12) | 2.ª. División de Ascenso por (Región 12) |
| ---------------------------------------- | ---------------------------------------- |
| 1                                        | A.D. Tronadora de Tilarán                |
| 2                                        | Barrio CONDEGA de Liberia                |
| 3                                        | Deportivo COSMOS                         |
| 4                                        | Barrio La Cruz                           |
| 5                                        | A.D. Cañas                               |
| 6                                        | Colorado de Abangares                    |
| 7                                        | A.D. Abangares                           |

| 2.ª. División de Ascenso por (Región 13) | 2.ª. División de Ascenso por (Región 13)       |
| ---------------------------------------- | ---------------------------------------------- |
| 1                                        | A.D. Asturias de Filadelfia                    |
| 2                                        | A.D. Municipal Carrillo                        |
| 3                                        | Comunidad F.C                                  |
| 4                                        | La Guinea Barrio Los Cerros de Belén, Carrillo |
| 5                                        | El Paso                                        |
| 6                                        | San Blas F.C                                   |

| 2.ª. División de Ascenso por (Región 14) | 2.ª. División de Ascenso por (Región 14) |
| ---------------------------------------- | ---------------------------------------- |
| 1                                        | C.D. Costa Rica de Esparza               |
| 2                                        | Peñas Blancas                            |
| 3                                        | C.S. Chomes                              |
| 4                                        | C.S.D. Morales                           |
| 5                                        | Selección de San Juan de Esparza         |
| 6                                        | Dep. AGRIMAR                             |

| 2.ª. División de Ascenso por (Región 15) | 2.ª. División de Ascenso por (Región 15) |
| ---------------------------------------- | ---------------------------------------- |
| 1                                        | Municipal Damas de Quepos                |
| 2                                        | Municipal Los Ángeles de Parrita         |
| 3                                        | Municipal Garabito                       |
| 4                                        | A.D. Jacó                                |

| 2.ª. División de Ascenso por (Región 16) | 2.ª. División de Ascenso por (Región 16) |
| ---------------------------------------- | ---------------------------------------- |
| 1                                        | Hospital Tomás Casas de Puerto Cortés    |
| 2                                        | Selección de Coto Brus                   |
| 3                                        | Selección de Corredores                  |

## Formato del torneo
Se jugaron dos vueltas, en donde los equipos debían enfrentarse todos contra todos. Posteriormente se juega una octagonal y cuadrangular final (2.ª. División de Ascenso) para ascender a un nuevo inquilino para la Segunda División de Costa Rica.

## Semifinales del Campeonato de Segundas de CONAFA 1982
| Tercera División de Costa Rica (2.ª. División de Ascenso 1982) | Tercera División de Costa Rica (2.ª. División de Ascenso 1982)                           |
| -------------------------------------------------------------- | ---------------------------------------------------------------------------------------- |
| 1                                                              | Millonarios de Guápiles V.S Club Sport Guadalupe                                         |
| 2                                                              | Industrias Vindas de San José V.S A.D. San Lorenzo de Flores                             |
| 3                                                              | A.D. Villa Quesada V.S Deportivo Costa Rica de Esparza (Rosa Lidia)                      |
| 4                                                              | Asoc. Deportiva Municipal El Guarco V.S Asoc. Deportiva Hospital Tomás Casas             |
| 5                                                              | Ferretería Núñez de Pérez Zeledón V.S Cosmos de Siquirres                                |
| 6                                                              | A.D. Floreña de San Joaquín de Flores V.S A.D. Orotinense de Alajuela                    |
| 7                                                              | Asoc. Deportiva Tronadora de Tilarán V.S Asoc. Deportiva Valencia de Curridabat          |
| 8                                                              | Asoc. Deportiva Llorente de Tibás V.S Asoc. Deportiva Asturias de Filadelfia de Carrillo |

## Cuartos de final CONAFA 1982
| Tercera División de Costa Rica (2.ª. División de Ascenso 1982) | Tercera División de Costa Rica (2.ª. División de Ascenso 1982) |
| -------------------------------------------------------------- | -------------------------------------------------------------- |
| 1                                                              | C. Deportivo Costa Rica de Esparza (Rosa Liliia)               |
| 2                                                              | A.D. Orotinense                                                |
| 3                                                              | A.D. Cosmos de Siquírres                                       |
| 4                                                              | A.D. San Lorenzo de Flores                                     |

## Campeón Monarca de Tercera División de Costa Rica 1982-1983
| Tercera División por CONAFA 1982-1983                                                       | Tercera División por CONAFA 1982-1983 |
| ------------------------------------------------------------------------------------------- | ------------------------------------- |
| Campeón Nacional de Tercera División de Costa Rica 1982. C. Deportivo Costa Rica de Esparza |                                       |

## Ligas Superiores
- Primera División de Costa Rica 1982

- Campeonato de Segunda División de Costa Rica 1981-1982

## Segunda y Tercera Liga Superior Aficionada
- Campeonato de Segunda División B de Ascenso por ACOFA 1982

- Campeonato de Segunda División por ACOFA 1982

- Campeonato de Primera División por ACOFA 1982

## Ligas Inferiores
- Campeonato Juvenil de Costa Rica por CONAFA 1982

- Terceras Divisiones Distritales, Independientes y de Canchas Abiertas.

## Torneos
| Predecesor: Campeonato 1981 | Tercera División de Costa Rica Campeonato 1982 | Sucesor: Campeonato 1983 |